# Route régionale 111 (Tunisie)
Pour les articles homonymes, voir Route 111.
La route régionale 111 ou RR111 est un axe routier secondaire de Tunisie qui relie la route nationale 1 à l'ouest de Ben Gardane et Tataouine. Elle croise la route régionale 115 et la route locale 996. 